# Irene Wahlin
Irene Wahlin, folkbokförd Irene Margareta Wallin, född 22 juni 1939 i Bringetofta församling, Jönköpings län, död 13 februari 2020 i Sävsjö, Jönköpings län, var en svensk gallerist, debattör och författare.
Irene Wahlin arbetade som sjuksköterska innan hon startade ett galleri och ett museum i Korsberga i Småland. Denna verksamhet, som gick under namnen Galleri Surprice och Korsberga Kulturcentrum, drev hon under 20 år. Utställningarna invigdes av flera kulturpersonligheter som Sven Wollter, Gudrun Schyman och Marika Lagercrantz.
Wahlin gav ut två diktsamlingar, en bok om sitt liv och Tvärtomretorikens mästare som menar att sjuka kommer i kläm av den borgerliga regeringens politik. Efter att Fallet Louise i Vetlanda avslöjades i TV-programmet Uppdrag granskning 2007 ordnade hon en namninsamling och krävde socialchefens avgång.